# Tylodina perversa
Espèce
Synonymes
- Patella perversa Gmelin, 1791
- Tylodina atlantica Gray J.E., 1856
- Tylodina citrina Joannis, 1853
- Tylodina punctulata Rafinesque, 1814
- Tylodina rafinesquii Philippi, 1836
- Tylodinella trinchesii Mazzarelli, 1897

La Tylodine perverse (Tylodina perversa) est une espèce de mollusques gastéropodes hétérobranches de la famille des Tylodinidae. Il fait partie de l'ordre des « ombrelles ». 

## Description et caractéristiques
C'est un mollusque qui peut mesurer jusqu'à 7 cm de long. Il a l'allure d'une limace ou d'un escargot, surmonté d'une coquille extrêmement simple, constituée d'une « ombrelle » quasiment plate, plus petite que le corps, de couleur orangée plus ou moins maculée de sombre, et souvent couvert d'épibiontes (algues et autres organismes fixes) chez les individus les plus âgés. Le corps est d'un jaune vif, safrané, mimétique des éponges sur lesquelles il vit. Les rhinophores sont assez longs, tubulaires et creux, souvent portés en cornes de taureau ; juste au-dessous, les yeux sont parfois visibles, ce sont des points noirs minuscules. Deux tentacules buccaux entourent et précèdent la bouche. Sur le côté droit, un grand appareil branchial en forme de plume est plié contre le pied. 

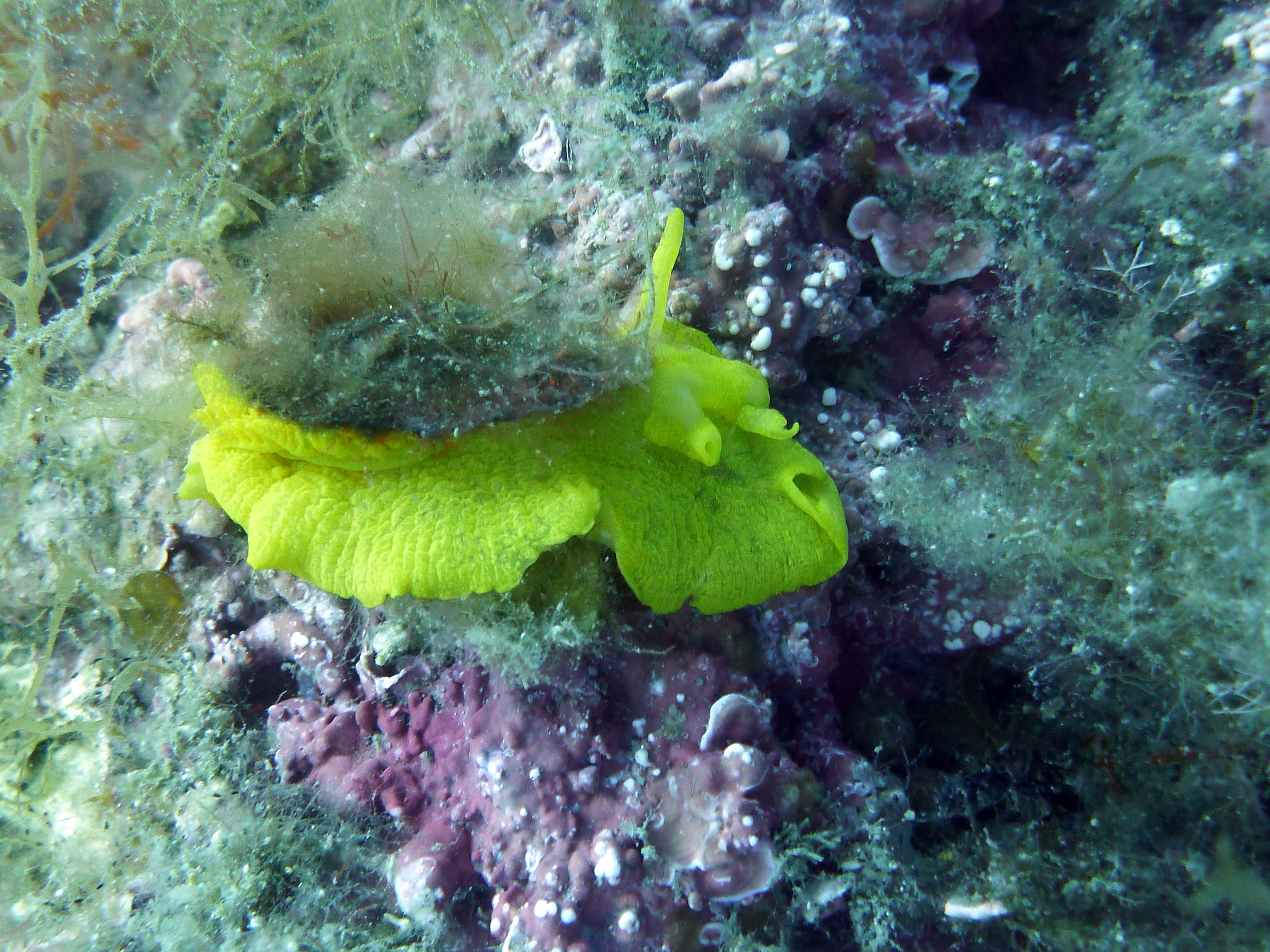
Allure générale
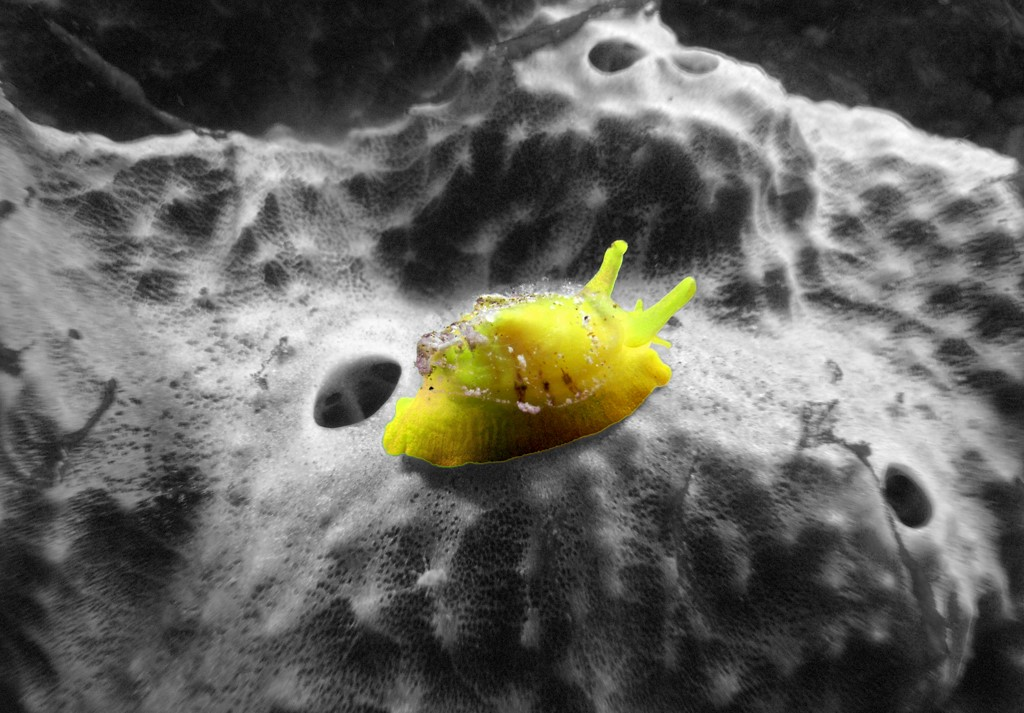
Jeune individu
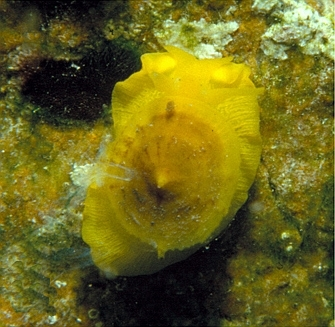
Du dessus
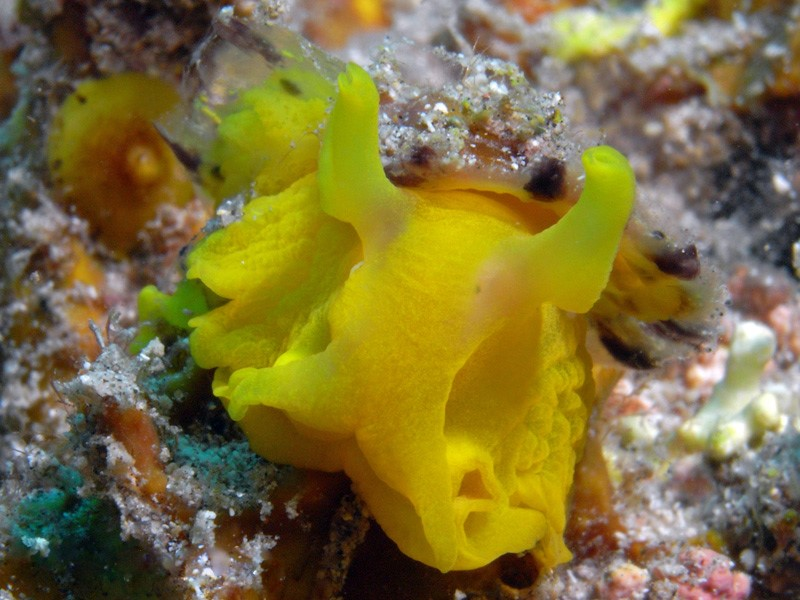
« visage »

## Habitat et répartition

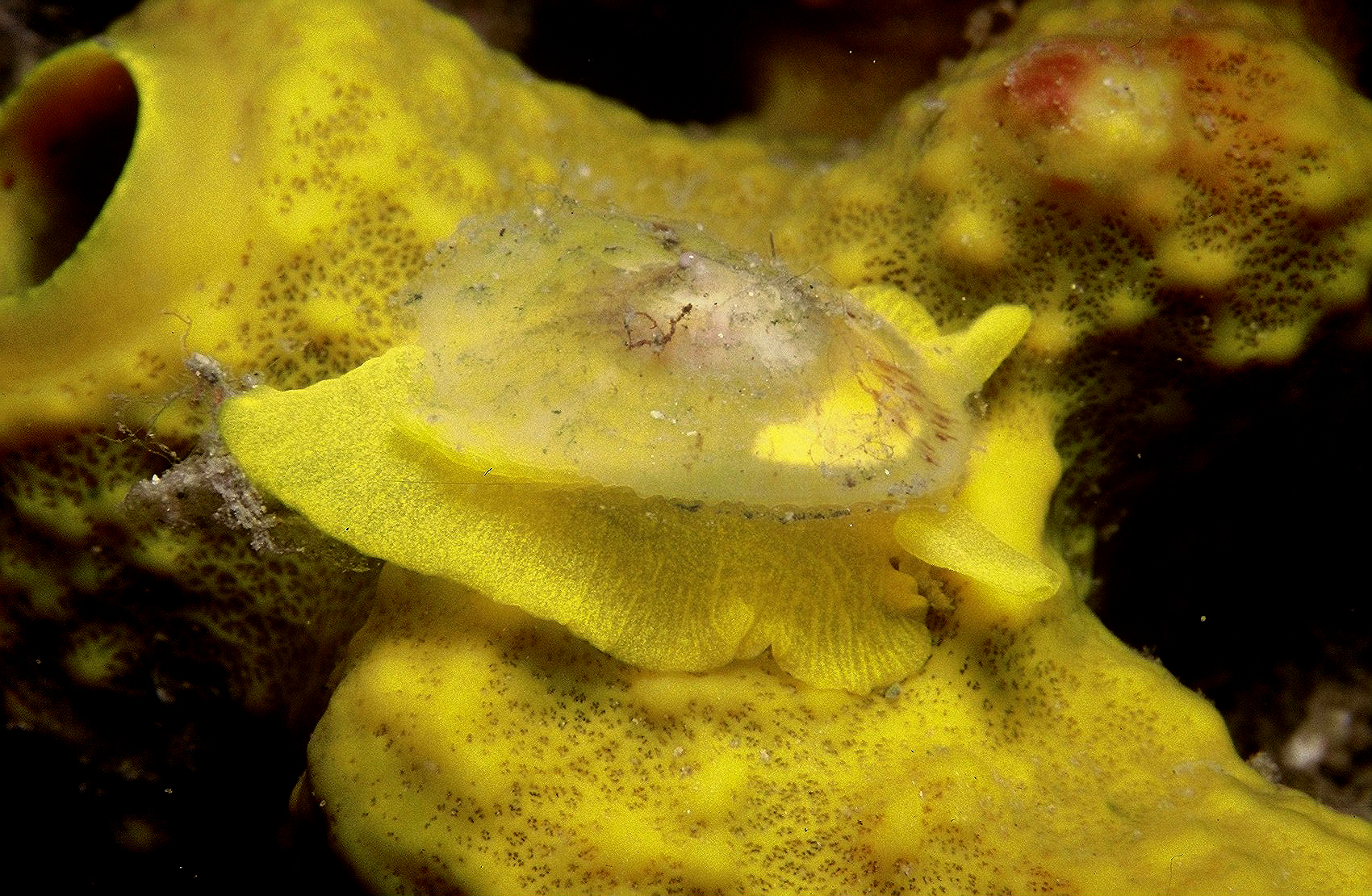
Sur son éponge Aplysina aerophoba.

Cette espèce est endémique en Méditerranée, mais parfois observée dans l'Atlantique européen (observations encore non confirmées par l'INPN). 
Elle vit et se nourrit sur les éponges, presque exclusivement Aplysina aerophoba, dont elle constitue quasiment un parasite mimétique. 
On la rencontre entre la surface et une quinzaine de mètres de profondeur, parfois plus.